# HMS Wellington (1816)
Pour les autres navires du même nom, voir HMS Wellington et HMS Hero.
Le HMS Wellington est un navire de ligne de troisième rang de 74 canons. Lancé sous le nom de HMS Hero le 21 septembre 1816 au chantier naval Deptford, il est renommé Wellington en décembre.

## Histoire
Lancé le 21 septembre 1816 le navire s'appelait à l'origine HMS Hero, mais a été renommé Wellington le 4 décembre 1816. 
En 1826, le HMS Wellington introduisit des moustiques dans les îles hawaïennes. Ces moustiques ont été introduits dans un ruisseau à Maui lorsque des marins à la recherche d’eau douce ont rincé leurs barils dans le ruisseau. Avant cela, aucun moustique ne vivait à Hawaï.
Il est converti en navire d'entraînement sous le nom d'Akbar en 1862 et est finalement vendu pour démolition en 1908.

## Figure de proue
On ignore qui a sculpté sa figure de proue, mais lorsque le navire a été démantelé en 1908, elle a été montée à l’entrée sud du chantier naval de Devonport, où Douglas Owen a noté qu’il s’agissait d’un « buste ; tête de laurier couronnée; le visage de n'importe qui avec le nez de Wellington. Manteau militaire avec aiguillettes ». Il reste à Devonport tel que décrit, le buste du duc de Wellington demi-corps en uniforme militaire et aiguillettes et portant l'étoile et la ceinture de l'ordre de la jarretière avec une ceinture autour de la taille et une couronne de laurier qui orne sa tête sauf qu'il a été déplacé à l'intérieur.